# Coupe de France féminine de volley-ball amateur 2022-2023
Navigation
Coupe de France amateur 2021-2022 Coupe de France amateur 2023-2024
La Coupe de France féminine de volley-ball amateur 2022-2023 est la 10e édition de la Coupe de France amateur, compétition à élimination directe mettant aux prises des clubs de volley-ball amateurs affiliés à la Fédération française de volley, qui se dispute du 12 novembre 2022 au 16 avril 2023. 
Le vainqueur et le finaliste de l'épreuve se qualifient pour la Coupe de France professionnelle 2023-2024.

## Format de la compétition
La compétition se dispute sous la forme d'un tournoi à élimination directe, confrontant sur des matchs simples de 3 sets gagnants — set de 25 points, 2 points d’écart, tie-break en 15 points — 20 équipes amateures. Le tournoi se conclut sous la forme d'un Final Four.

## Clubs participants
L’engagement est libre pour l’ensemble des divisions (Élite jusqu'à  Départementale, hors équipes réserves). L'ensemble des formations évoluant en division Élite et Nationale 2 entrent en lice à partir des huitièmes de finale.
| Clubs d'Élite (DE) (7)        | Clubs de Nationale 3 (N3) (2)  |
| ----------------------------- | ------------------------------ |
| Bordeaux-Mérignac             | VC Chenôve                     |
| Évreux VB                     | Fidésienne VB                  |
| Istres Provence T             | Clubs de Pré-Nationale (R) (7) |
| EC Orléanais                  | ESp Bournos                    |
| Quimper Volley 29             | Dijon Talant                   |
| VB Romanais                   | Asc Dunois                     |
| Saint-Dié-des-Vosges          | Marseille Volley 13            |
| Clubs de Nationale 2 (N2) (3) | ASB Rezé                       |
| ES Carpiquet                  | SMOC S-J de Braye              |
| AS illacaise                  | COS Villers-Lès-Nancy          |
| VC Valenciennes               | Club départemental (D) (1)     |
|                               | Épi de Grammond                |

## Règlement particulier des épreuves (RPE)
Tirage au sort
- Les tirages au sort sont géographiques dans la mesure du possible jusqu’aux huitièmes de finale. À partir des quarts de finale, celui-ci devient intégral.
- L’équipe de la plus petite division reçoit la rencontre. Dans le cas où les équipes sont de même niveau, celle tirée en premier organise le match.

Droits sportif
- Les deux équipes finalistes de la compétition se qualifient pour la Coupe de France professionnelle 2023-2024.
- Le match comptant pour la 3e place permet d’établir un classement en cas de repêchage d’une équipe pour la coupe de

France professionnelle 2023-2024.

## Déroulement de la compétition

### Finale à quatre
- Lieu : Bordeaux, Palais des sports

La Finale à quatre (en anglais : Final Four) est programmée les 15 et 16 avril 2023.
|  | Demi-finales           | Demi-finales           |                        |   | Finale   | Finale   |
|  | Demi-finales           | Demi-finales           |                        |   | Finale   | Finale   |
|  |                        |                        |                        |   |          |          |
|  | 15 avril               | 15 avril               |                        |   | 16 avril | 16 avril |
|  | 15 avril               | 15 avril               |                        |   | 16 avril | 16 avril |
|  | Istres Provence (DE)   | 3                      |                        |   | 16 avril | 16 avril |
|  | Istres Provence (DE)   | 3                      |                        |   | 16 avril | 16 avril |
|  | Quimper Volley 29 (DE) | 2                      |                        |   | 16 avril | 16 avril |
|  | Quimper Volley 29 (DE) | 2                      | Istres Provence (DE)   | 1 |          |          |
|  | 15 avril               |                        | Istres Provence (DE)   | 1 |          |          |
|  |                        | Bordeaux-Mérignac (DE) | 3                      |   |          |          |
|  | Bordeaux-Mérignac (DE) | Bordeaux-Mérignac (DE) | 3                      | 3 |          |          |
|  | Bordeaux-Mérignac (DE) |                        |                        | 3 |          |          |
|  | VB Romanais (DE)       | 1                      |                        |   |          |          |
|  | VB Romanais (DE)       | 1                      | Match pour la 3e place |   |          |          |
|  |                        |                        |                        |   |          |          |
|  | 16 avril               |                        |                        |   |          |          |
|  |                        |                        |                        |   |          |          |
|  | Quimper Volley 29 (DE) | 3                      |                        |   |          |          |
|  | Quimper Volley 29 (DE) | 3                      |                        |   |          |          |
|  | VB Romanais (DE)       | 1                      |                        |   |          |          |
|  | VB Romanais (DE)       | 1                      |                        |   |          |          |

#### Finale
La finale de la 10e édition de la Coupe de France amateur se dispute le 16 avril 2023 au palais des sports de Bordeaux. Le club local remporte la compétition pour la première fois de son histoire après une victoire sur le score de 3 sets à 1 (23-25, 25-19, 25-23, 25-21) face au Istres Provence Volley.
| Vainqueur de la Coupe de France amateur 2022-2023 Bordeaux-Mérignac (DE) 1re victoire |

## Distinctions individuelles
| Distinction                             | Nom                                  | Club                                |
| --------------------------------------- | ------------------------------------ | ----------------------------------- |
| Meilleure pointue                       | Beatriz Santos                       | Istres Provence                     |
| Meilleure passeuse                      | Justine Chéreau                      | Bordeaux-Mérignac                   |
| Meilleures centrales                    | Katarina Budrak Jocelyn Urias (sv)   | Bordeaux-Mérignac Quimper Volley 29 |
| Meilleure libéro                        | Manon Jaegy                          | Bordeaux-Mérignac                   |
| Meilleures réceptionneuses- attaquantes | Tess Bakana Alexandra Davenport (it) | Bordeaux-Mérignac Quimper Volley 29 |